# Paul Joseph Malachow von Malachowski
Paul Joseph Malachow von Malachowski (* 25. Januar 1713 in Byschke; † 15. Dezember 1775 in Filehne) war ein preußischer Generalleutnant, Chef des gleichnamigen Husarenregiments und erster preußischer Stadtkommandant von Bromberg.

## Leben

### Herkunft
Auch sein älterer Bruder Hyazinth Malachow von Malachowski († 1745) war bei der preußischen Armee und Chef des Husarenregiments Nr. 3.

### Militärkarriere
Malachowski wurde in Polen geboren und ging 1728 zunächst in kursächsische Dienste. Dort wurde er 1730 Sekondeleutnant der Infanterie, 1731 Premierleutnant und Adjutant. 1733/34 war er an den Feldzügen in Polen beteiligt.
Im Mai 1742 trat er als Premierleutnant in das Husarenregiment „von Natzmer“ der Preußischen Armee und avancierte im Dezember 1742 zum Rittmeister. 1745 wurde er Major und kämpfte im Zweiten Schlesischen Krieg. Er nahm an der Schlacht bei Hohenfriedberg teil und konnte sich im September im Gefecht bei Liebenthal sowie in der Schlacht von Soor auszeichnen. In Striegau wurde er bei der Verfolgung des Gegners durch einen Säbelhieb am Kopf verletzt.
Bis 1755 stieg Malachowski zum Oberst auf. Im Siebenjährigen Krieg konnte er sich 1757 bei Groß-Jägersdorf und in einem Scharmützel bei Kamelen in Preußen hervortun. Im Dezember 1757 bekam er den Orden Pour le Mérite und wurde im April 1758 Generalmajor. Am 12. August 1758 ging er aus dem Scharmützel von Dechsel bei Landsberg als Sieger hervor. Malachowski kämpfte des Weiteren bei Zorndorf, Kay und Landeshut. In Landeshut hatte er am 23. Juni 1760 das Pech, dass sein Pferd erschossen wurde und er in Gefangenschaft geriet. Im Mai 1771 wurde er Generalleutnant.
Bereits 1764 hatte er für 800 Thaler das Gut Sagsau in Ostpreußen erworben.

### Familie
Malachowski war seit 1741 mit Christiane Sophia Jung von Jungenfels verheiratet († 1782). Das Paar hatte mehrere Kinder. Sein Sohn Friedrich (1743–1794) war ebenfalls Husar und Vater des Generalleutnants Karl von Malachowski und Griffa (1783–1844).